# Електроннолъчева тръба
Електроннолъчева тръба (ЕЛТ), наричана също катоднолъчева тръба (на английски: CRT - Cathode-Ray Tube), е вид вакуумна електронна лампа, съставена от електронен прожектор и луминесцентен екран, с приложение в измерителните уреди (напр. осцилоскопи) и в мониторите и телевизорите като кинескоп.

## Устройство и начин на действие
Кинескопите с електроннолъчева тръба обикновено са обемисти и причината е в специфичната им форма, която прилича на вакуумирана стъклена бутилка. Кинескопът започва с по-тънка част, в която е разположен електронният прожектор (оръдие, пушка (от руски ез.)), и постепенно се разширява до голяма основа – екран, който е покрит с луминофор от вътрешната си страна и там електронният лъч формира изображението.
Луминофорите са вещества, които излъчват светлина, когато се „активират“ от поток от електрони.Този процес се нарича луминесценция. При него различните луминофори излъчват светлина с различен цвят. Всяка точка се състои от три частици оцветен луминофор — червена, зелена и синя. Тези групи, съставени от по три луминофорни частици, образуват така наречения пиксел. В по-тънката част на тръбата се намира електронната „пушка“, която е съставена от катод и фокусиращи елементи. Цветните монитори имат три отделни електронни „пушки“, като всяка една отговаря за различните луминофорни цветове. Изображенията се съставят, когато електроните, изстреляни от електронните „пушки“ се приближават, за да „уцелят“ съответните луминофорни капки.
Електронната „пушка“ излъчва електрони, когато катодът е достатъчно нагрят, за да освободи електрони (отрицателно заредени частици). За да достигнат до луминофора, електроните първо трябва да преминат през фокусиращите елементи. Електронният лъч е кръгов по средата на екрана, но има тенденцията да придобива елипсовидна форма към краищата, поради което изображението там се изкривява. Наименованието на този процес е „астигматизъм“. Фокусиращите елементи служат, за да събират електронния поток в много тънък лъч. Така електронният лъч осветява само по една луминофорна точка в даден момент, след което електроните се „оттичат“ през луминифорните точки в голям, положително зареден анод, разположен близо до самия екран.
Когато лъчът се „удари“ в екрана, енергетичните електрони се сблъскват с луминофорите, които отговарят на пикселите на изображението, което трябва да бъде изобразено на екрана. Когато това се случи всеки от тях трябва да бъде осветен в по-малка или по-голяма степен и светлината бива излъчена в цвета на отделните фосфорни капки. Това, че са разположени близко води до това, че човешкото око възприема техните комбинации като единичен пиксел.
Най-важният аспект на един монитор е това дали може да възпроизведе стабилно изображение на избраната разделителна способност (резолюция) и цветова палитра. Монитор, който блещука или трепти, което обикновено се случва, когато по-голямата част от изображението е бяла (като в средата на Windows) може да причини болки и умора в очите, главоболие и мигрена. Също така е важно характеристиките на монитора да бъдат внимателно съпоставени с тези на графичната карта, която го управлява.
Разделителната способност е броя на пикселите, с които графичната способност описва работното поле. Този брой е представен като съотношение на хоризонталната и вертикалната стойност на пикселите. Стандартната VGA резолюция е 640x480 пиксела. Тази резолюция се оказа остаряла в началото на новото хилядолетие, когато средностатистическите разделителни способности на CRT монитори за SVGA и XGA съответно са 800x600 и 1024x768 пиксела.

### Основни типове CRT технология
Съществуват shadowmask и aperture grille (засенчаваща маска и дупчеста решетка).

#### Дупчеста решетка (Aperture Grille)
Серии от вертикални метални пластини, разположени зад екрана, чиято роля е да насочват точно електронните лъчи върху фосфорното покритие.
Апертурната решетка се държи опъната от два хоризонтални проводника, разположени приблизително на 1/3 разстояние от горния и долния край на екрана и видими с просто око.
Апертурната решетка изпълнява същата функция, която има засенчващата маска при FST CRT технологията.

#### Засенчаваща маска (Shadow Mask)
Перфориран метален лист позициониран зад екрана, който служи като филтър, насочващ електронните лъчи върху съответните фосфорни точки. Това е най-разпространеният метод, който обикновено се асоциира с FST технологията.

#### Тръби с плосък екран
Първоначално ЕЛТ със засенчваща маска имат доста заоблена повърхност. Вече по-голямата част от тези тръби са от тип Flat Square Tube (FST, тръби с плосък екран), за да осигурят по-добър фокус и по-малко изкривяване на изображението, редуцирайки негативните ефекти, които се получават при отразяване на светлината от повърхността на екрана.

## История
Катодните лъчи се разпространяват по права траектория в отсъствие на прегради, но могат да се отклоняват от електрическо или магнитно поле, получено чрез поставяне на външни електроди или магнити. Принципът е приложен на практика през 1897 г. от Карл Фердинанд Браун, затова електроннолъчевата тръба и известна и като „Тръба на Браун“.

## Предимства и недостатъци
Намаляването на броя потребители, използващи CRT монитори, е било предричано доста време, по следните причини:
- тежки са и заемат доста място
- изразходват голямо количество електроенергия – за 17-инчов монитор са нужни 150 W
- работят с високо напрежение, поради което излъчват рентгенови лъчи
- освен рентгенови лъчи, CRT излъчват високо и нискочестотните магнитни полета, които са доказано вредни за хората.
- технологията на сканиране, която те използват, прави трептенето на образа неизбежно, което води до напрежение в очите и умора.
- тяхната възприемчивост откъм електромагнитни полета ги прави уязвими във военни условия.
- специфичната им форма води до не толкова правилното изобразяване на прави линии около краищата на монитора.

CRT мониторите доминираха на пазара в началото на новото хилядолетие поради следните причини:
- Луминофорите се използват от отдавна и са достатъчно усъвършенствувани, те предлагат отлична цветова наситеност при много малкия размер на частиците, който се изисква при мониторите с висока разделителна способност (резолюция).

- Фактът, че луминофорите излъчват светлина във всички посоки, означава, че екранът има видимост от 180 градуса. CRT мониторите могат да постигнат стойности на осветеността до 1000 cd/m².
- Те използват проста и зряла технология и могат да бъдат произвеждани по-евтино.